# Husøy (Senja)
Pour les articles homonymes, voir Husøy.
Husøy i Senja est une localité du comté de Troms, en Norvège.

## Géographie
Administrativement, Husøy i Senja fait partie de la kommune de Lenvik.

## Voir aussi

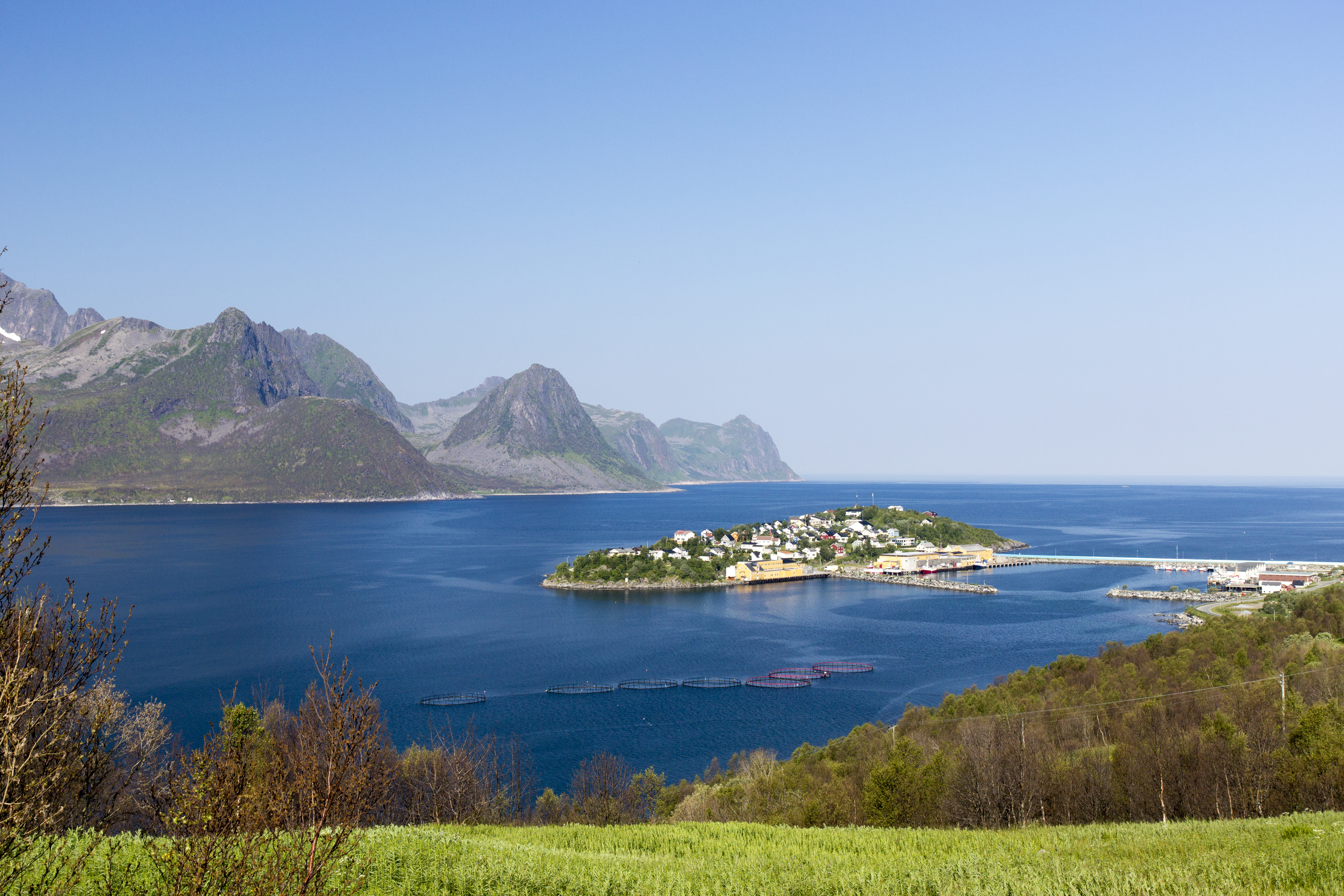
Presqu'île d'Husoy